# Caracarà carunculat
El caracarà carunculat (Phalcoboenus carunculatus) és una espècie d'ocell de la família dels falcònids (Falconidae) que habita zones obertes de muntanya als Andes del sud-oest de Colòmbia i l'Equador. El seu estat de conservació es considera de risc mínim.